# Финч, Хенейдж, 4-й граф Эйлсфорд
Хенейдж Финч, 4-й граф Эйлсфорд (англ. Heneage Finch, 4st Earl of Aylesford; 4 июля 1751 — 21 октября 1812) — британский пэр и политик, художник-пейзажист. Он носил титул учтивости — лорд Гернси с 1757 по 1777 год.

## Происхождение и образование

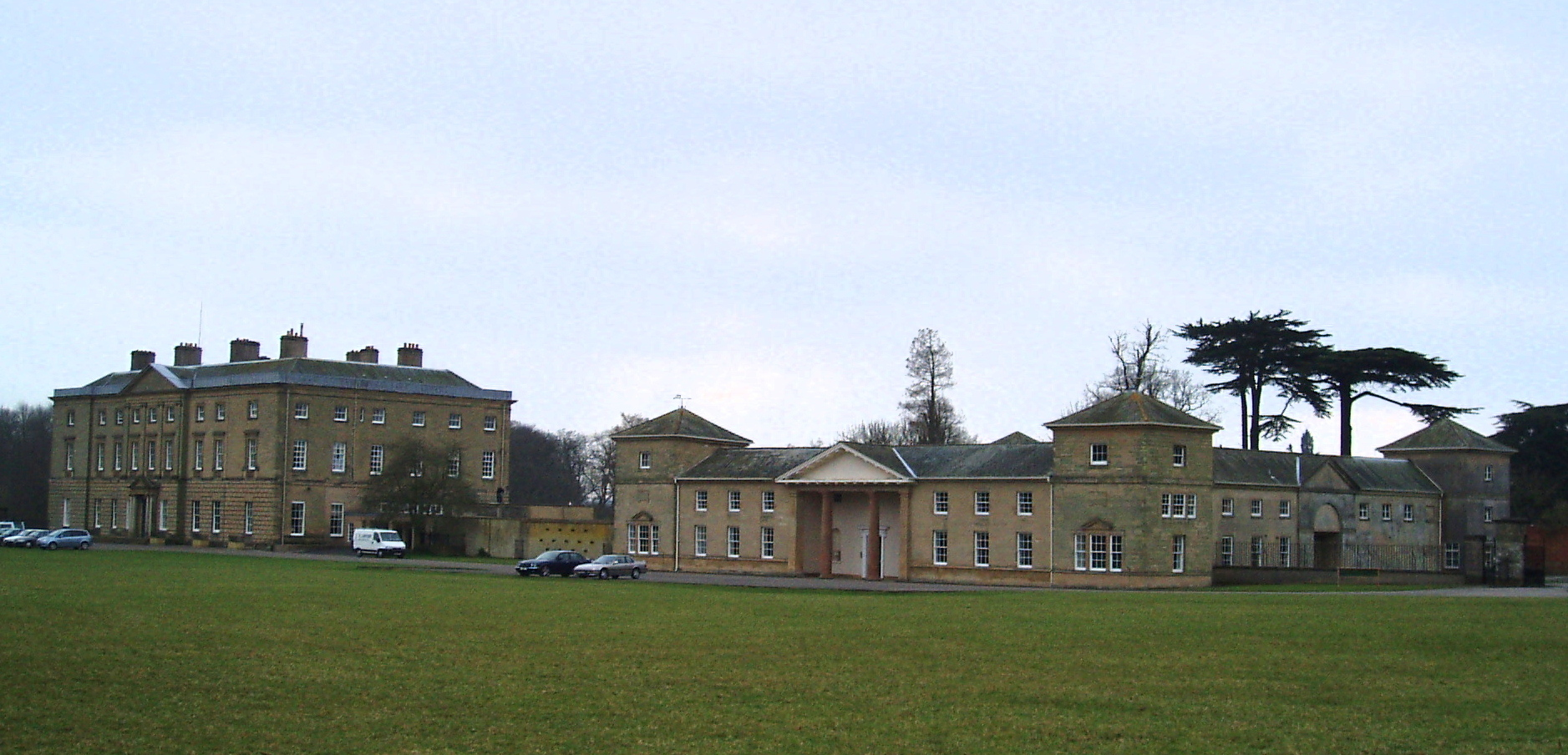
Пакингтон-Холл

Родился 4 июля 1751 года. Старший сын Хенейджа Финча, 3-го графа Эйлсфорда (1715—1777), и леди Шарлотты Сеймур (1730—1805), дочери Чарльза Сеймура, 6-го герцога Сомерсета, и леди Шарлотты Финч. Он родился в резиденции своего деда по отцовской линии, Сайон-хаусе, недалеко от Лондона. Он получил образование в колледже Крайст-Черч в Оксфорде (1767—1770), получив степень магистра искусств.

## Политическая карьера
Хенейдж Финч заседал в Палате общин Великобритании от Касл-Райзинга (1772—1774) и Мейдстона (1774—1777).
9 мая 1777 года после смерти своего отца Хенейдж Финч унаследовал титулы 4-го графа Эйлсфорда (Пэрство Великобритании) и 4-го барона Гернси (Пэрство Англии), став членом Палаты лордов.
Лорд спальни короля Георга III в 1777—1783 годах. В 1783 году он был принят в состав Тайного совета Великобритании . С 1783 по 1804 год — капитан йоменской гвардии в правительстве Уильяма Питта Младшего и Генри Аддингтона. С 1804 по 1812 год — лорд-стюард королевского двора в составе правительстве Уильяма Питта, лорда Гренвиля, герцога Портленда и Спенсера Персеваля.
Эйлсфорд также занимал почетную должность Верховного стюарда Саттон-Колдфилда с 1796 по 1812 год.

## Художественная карьера

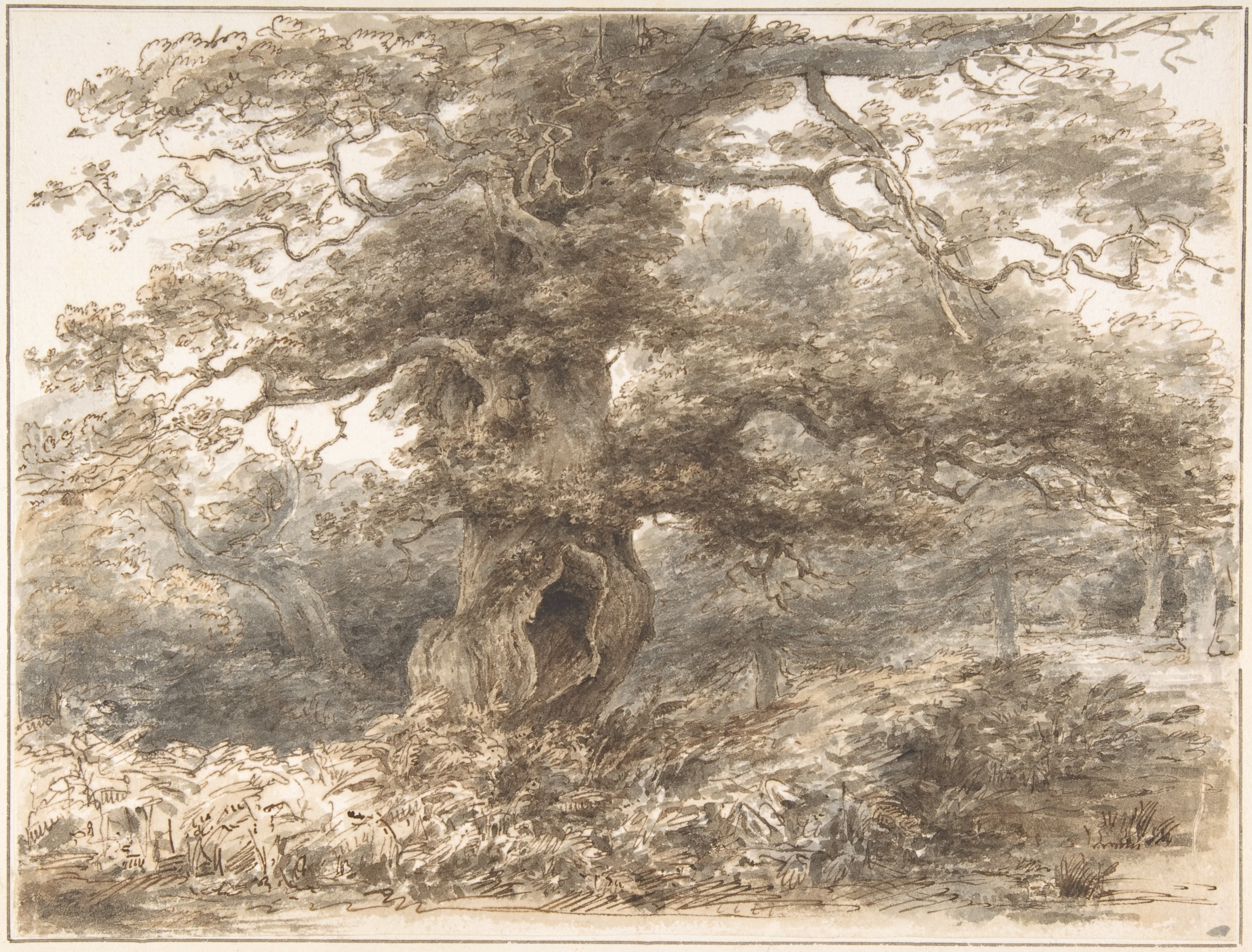
В парке Пакингтона

Помимо своей политической карьеры, лорд Эйлсфорд был известным художником британской пейзажной традиции. В коллекции Tate Britain имеется 50 акварелей, рисунков и гравюр Финча. В 1795 году был опубликован альбом офортов лорда Эйлсфорда и других.
Лорд Эйлсфорд был избран членом Королевского общества в 1773 году и был попечителем Британского музея с 1787 по 1812 год.

## Семья

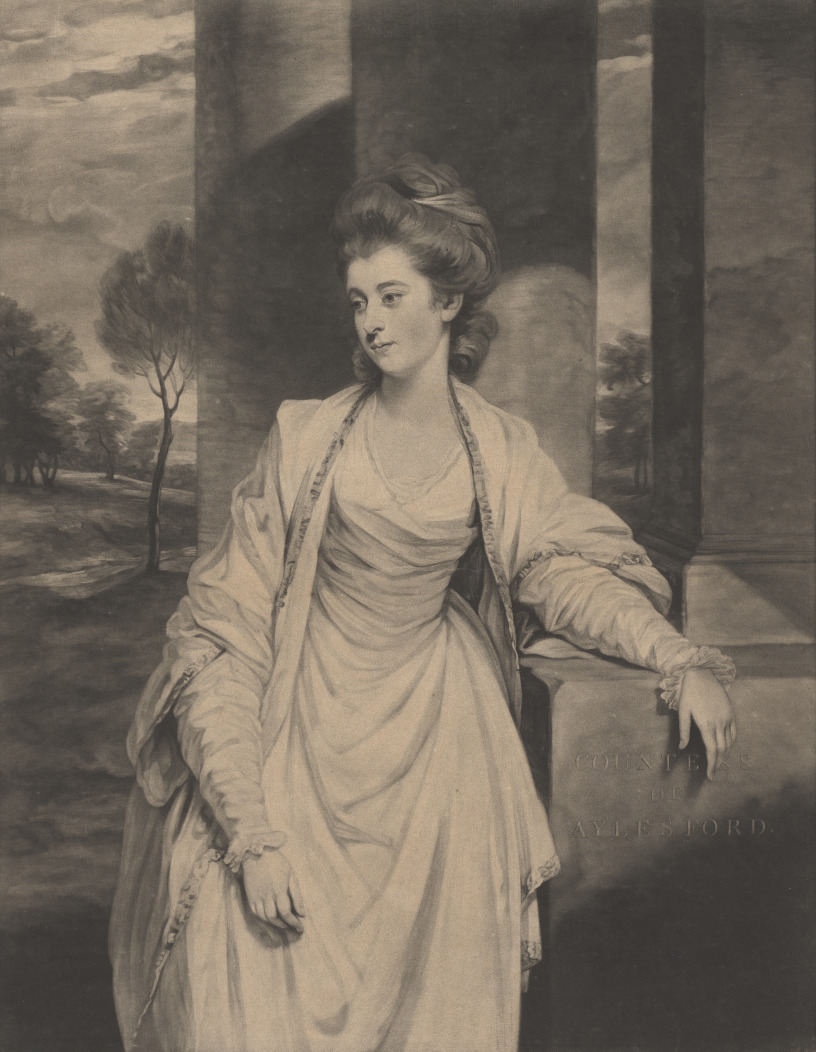
Луиза, графиня Эйлсфорд (1760—1832), жена 4-го графа Эйлсфорда

18 ноября 1781 года лорд Эйлсфорд женился на леди Луизе Тинн (25 марта 1760 — 28 декабря 1832), дочери Томаса Тинна, 1-го маркиза Бата, и его жены, леди Элизабет Бентинк. Они жили в Пакингтон-холле недалеко от Меридена, Уорикшир, и у них было тринадцать детей:
- Хенейдж Чарльз Финч, лорд Гернси (27 февраля 1784 — 18 июля 1784)[5]
- Леди Шарлотта Финч (31 января 1785 — 17 января 1869), в 1823 году она вышла замуж за Чарльза Палмера.
- Хенейдж Финч, 5-й граф Эйлсфорд (24 апреля 1786—1859), второй сын и преемник отца[1][6].
- Леди Мэри Финч (ок. 1788 — 24 июля 1823)
- Достопочтенный Дэниел Финч (25 февраля 1789 — 17 января 1868), художник.
- Леди Элизабет Финч (22 февраля 1790 — 1 июня 1879)
- Леди Фрэнсис Финч (1 февраля 1791 — 12 июля 1886), незамужняя.
- Достопочтенный Эдвард Финч (1792 — 9 апреля 1830)
- Генерал-лейтенант достопочтенный Джон Финч (1793-25 ноября 1861), женился в 1835 году на Кэтрин Эллис (ум. 1872).
- Достопочтенный Генри Финч (1795—1829)
- Леди Генриетта Финч (ок. 1798—1828)
- Достопочтенный Чарльз Финч (1799 — 19 ноября 1859)
- Леди Кэролайн Финч (ок. 1800—1821)
- Достопочтенный Чарльз и леди Кэролайн (похоронены 27 января 1797)[7]

Лорд Эйлсфорд умер в Грейт-Пакингтоне, Уорикшир, в октябре 1812 года в возрасте 61 года от подагры желудка. Ему наследовал его второй сын Хенейдж. Графиня Эйлсфорд умерла в декабре 1832 года в возрасте 72 лет.